# Patrol Craft Escort
Le Patrol Craft Escort, meglio note con il simbolo di classificazione di scafo PCE, erano un tipo di corvette di pattugliamento sviluppate durante la seconda guerra mondiale dalla United States Navy.

## PC
Esse erano derivate da 3 navi prototipiche designate Patrol Coastal, PC, da 53m e 350t, che derivavano da un progetto di un tipo di nave tra le meno note, eppure importanti, per le flotte: i dragamine oceanici.
Subito dopo lo scoppio della guerra questa nave venne posta rapidamente in produzione come unità standardizzata da difesa costiera. Esse avevano una struttura relativamente snella, con capacità sostanzialmente nulle in acque oceaniche. 
La costruzione venne organizzata molto efficientemente dai cantieri statunitensi. Vennero realizzate numerose navi di questo tipo, in base alla necessità di aumentare al più presto il numero di scafi a difesa delle coste.

## PCE
Per migliorare le caratteristiche di questi mezzi venne ad un certo punto approntato il modello PCE, più lungo e più largo di 3 metri. La nave aveva un ponte di castello per i 2/3 della lunghezza, alto bordo libero, un ponte principale continuo, una prua inclinata marcatamente verso l'alto, il tutto per migliorare le doti di resistenza di queste piccole navi alle condizioni di mare tipiche dell'oceano. 
La sovrastruttura era priva di fumaiolo, con gli scarichi sistemati ai lati dello scafo. In seguito, un artigianale tubo di stufa venne sistemato verticalmente, e infine arrivò un vero e proprio piccolo fumaiolo.
La nave era dotata di motori diesel da 1900hp su 2 assi. La velocità, con un rapporto lunghezza/larghezza calato da 7,5:1 a 5,6:1, non era entusiasmante, arrivando a 16 nodi, ma la tenuta al mare era migliore grazie alla maggiore larghezza e questo era un vantaggio per cui conveniva sacrificare qualche nodo. 
L'autonomia era rilevante grazie al tipo di motori, come anche la rapidità di avvio in caso di necessità (a differenza delle motrici a vapore).
L'armamento, che impegnava gran parte del numeroso equipaggio di 100 uomini, verteva su un cannone a tiro rapido da 76mm, 2-3impianti singoli (per ragioni di peso) da 40mm e fino a 5 da 20. Era presente anche un lanciabombe inglese Hedgehog. Il complesso di queste armi consentiva un elevato volume di fuoco antisommergibile e antiaereo, mentre i sensori erano costituiti da radar, sonar e altre attrezzature elettroniche.
Il numero delle PCE costruite fu basso, tuttavia, rispetto alle precedenti e ben più limitate PC. Probabilmente questo fatto fu dovuto alla concorrenza dei più capaci DE, ovvero cacciatorpediniere di scorta, che praticamente in maniera contemporanea (metà 1943) iniziarono ad entrare in servizio. Erano più costosi, ma più vantaggiosi, e con una certa capacità di fuoco anche contro le navi di superficie. 
In tutto ne vennero realizzate 78, 15 dei quali, la classe Kil, venne fornita agli inglesi. L'unico affondamento di un'U-Boot venne ottenuto dalla Kilmarnock al largo di Tangeri, nel maggio 1944.